# Страняви
Страняви (словац. Stráňavy) — село, громада округу Жиліна, Жилінський край, регіон Горне Поважіє. Кадастрова площа громади — 10,87 км².
Населення 1875 осіб (станом на 31 грудня 2017 року).

## Історія
Страняви згадується 1356 року.

## Населення
| Рік:            | 1994. | 2004.   | 2014.   | 2024.   |
| --------------- | ----- | ------- | ------- | ------- |
| Кількість осіб: | 1756  | 1831    | 1865    | 1897    |
| Різниця:        |       | +4,27 % | +1,85 % | +1,71 % |

| Рік:            | 2023. | 2024.   |
| --------------- | ----- | ------- |
| Кількість осіб: | 1901  | 1897    |
| Різниця:        |       | -0,21 % |